# Bauke Mollema
Bauke Mollema (Groninga, 26 de noviembre de 1986) es un ciclista profesional neerlandés que corre para el equipo estadounidense Lidl-Trek. 
Es un ciclista que destaca en las pruebas de tres semanas, habiendo finalizado en Top-10 en las tres grandes vueltas, ganado etapas en dos de ellas; en el Tour de Francia y en la Vuelta a España. También disputa las Clásicas de las Árdenas y pruebas con características similares, habiendo vencido en la Clásica de San Sebastián 2016 y en el Giro de Lombardía 2019.

## Biografía

### 2008-2018: Primeros años como profesional
Pasó a profesionales en el seno del equipo Rabobank en 2008, tras haber logrado el año anterior dos prestigiosas victorias  en categoría Continental: el Tour del Porvenir y el Circuito Montañés Internacional. 
Hizo su debut en una gran vuelta a los 23 años, consiguiendo una buena actuación en el Giro de Italia en 2010, donde logró el 12.º puesto en la clasificación general y 3.º en la clasificación de mejor joven. Ese mismo año consiguió su primera victoria profesional al ganar una etapa del Tour de Polonia.
En 2011 obtuvo buenos resultados en la Vuelta a España, que llegó a liderar por un día y donde gana el maillot de la regularidad. Sin embargo, tanto la victoria de etapa como el podio se le resistieron y acabó 4.º en la general final.
Para la temporada 2012 se centró en las clásicas, consiguiendo sendos top-10 en el Tríptico de las Ardenas (Amstel Gold Race, Flecha Valona y Lieja-Bastoña-Lieja), así como en la Clásica de San Sebastián y el Giro de Lombardía. No obstante, a pesar de estar cerca, siguió sin obtener ninguna victoria parcial en todo el año.
En 2013 consiguió ganar una etapa de la Vuelta a Suiza, donde además acaba segundo en la clasificación general. También compite en el Tour de Francia, terminando 6.º en la clasificación final, y en la Vuelta a España, donde ganó su primera etapa en una gran vuelta.
El año 2014 volvió a ser un año decepcionante, pues en la penúltima etapa del Tour de Francia, problemas de acople en su bici de contrarreloj le hicieron perder mucho tiempo y caer del séptimo al décimo lugar en la clasificación general. Poco después, volvió a rozar la victoria siendo 2.º en la Clásica de San Sebastián, tras el español Alejandro Valverde. Ese mismo mes anunció que para la temporada 2015 abandonaría el equipo neerlandés en el que había permanecido durante toda su carrera.
Tras el cambio a Trek Factory Racing, en 2015 fue segundo en la Tirreno-Adriático tras el colombiano Nairo Quintana y séptimo en el Tour. En septiembre consiguió la victoria en el Tour de Alberta, una vuelta por etapas en Canadá.
Tras tres años consecutivos finalizando en el Top-10 del Tour de Francia, se presentó en la edición de 2016 como uno de los favoritos. En la etapa 12, cuando marchaba escapado junto con Richie Porte y el líder Chris Froome, una moto de la organización provocó una caída, rompiendo la bici de Froome y alterando el desarrollo de la carrera. Tras unos momentos de confusión, Mollema entró destacado en meta, lo que le valdría para haberse situado como nuevo líder. Sin embargo, los jueces decidieron dar el mismo tiempo del neerlandés a Porte y Froome, con lo que el británico conservó el maillot amarillo. Finalmente, Froome ganó el Tour y Mollema acabó undécimo en la general tras perder tiempo en la última semana. Ese mismo año ganó por fin la Clásica de San Sebastián, declarando después que "siempre había querido tener uno de esos gorros vascos", en referencia a la txapela que recibe el ganador de la prueba.
Un año después del episodio de la moto de la organización en el Mont Ventoux, consiguió su primera y única victoria de etapa en el Tour de Francia, venciendo en la 15.ª etapa con final en Le Puy-en-Velay.

### 2019: Monumento y Campeonatos
En la temporada 2019, finalizó quinto en la clasificación general del Giro de Italia, a 5'43" del vencedor Richard Carapaz. A pesar de su buena general, sus mejores resultados de la temporada llegaron en el tramo final. Tras el Tour de Francia donde finalizó 28.º, su temporada fue a más. Acabó quinto en la Clásica de San Sebastián a 38 segundos de Remco Evenepoel. Después de esta prueba, se proclamó Campeón de Europa de Contrarreloj por Relevos Mixtos, junto con Koen Bouwman, Ramon Sinkeldam, Floortje Mackaij, Riejanne Markus y Amy Pieters. Semanas más tarde repitieron el mismo título, pero esta vez alzándose con el Mundial en Yorkshire, esta vez junto con Jos van Emden y Lucinda Brand, en sustitución de Sinkeldam y Mackaij.
Con dos campeonatos internacionales ya en su haber, acudió a las clásicas de otoño en plena forma. Tras finalizar 4.º en el Giro de Emilia y 7.º en la Milán-Turín, venció en uno de los monumentos del ciclismo, pasando el primero por la meta del Giro de Lombardía aventajando a 16 segundos el resto de perseguidores. Una semana después volvió a conseguir triunfo, esta vez en la Japan Cup, siendo su segunda victoria en esta prueba tras la conseguida en 2015.

## Palmarés
| 2006 - 1 etapa de la Vuelta a León 2007 - Circuito Montañés, más 1 etapa - Tour del Porvenir 2010 - 1 etapa del Tour de Polonia 2011 - 3.º en la Vuelta a España, más clasificación por puntos 2012 - Acht van Chaam 2013 - 1 etapa de la Vuelta a Suiza - 1 etapa de la Vuelta a España 2014 - 1 etapa del Tour de Noruega 2015 - Tour de Alberta - Japan Cup | 2016 - Clásica de San Sebastián - 1 etapa del Tour de Alberta 2017 - Vuelta a San Juan - 1 etapa del Tour de Francia 2018 - 1 etapa de la Settimana Coppi e Bartali - Premio de la combatividad de la Vuelta a España - Gran Premio Bruno Beghelli 2019 - Giro de Lombardía - Japan Cup 2021 - 1 etapa del Tour de los Alpes Marítimos y de Var - Trofeo Laigueglia - 1 etapa del Tour de Francia 2022 - Campeonato de los Países Bajos Contrarreloj |

## Resultados

### Grandes Vueltas
| Carrera | Carrera         | 2007 | 2008 | 2009 | 2010 | 2011 | 2012 | 2013 | 2014 | 2015 | 2016 | 2017 | 2018 | 2019 | 2020 | 2021 | 2022 | 2023 | 2024 |
| ------- | --------------- | ---- | ---- | ---- | ---- | ---- | ---- | ---- | ---- | ---- | ---- | ---- | ---- | ---- | ---- | ---- | ---- | ---- | ---- |
|         | Giro de Italia  | —    | —    | —    | 12.º | —    | —    | —    | —    | —    | —    | 7.º  | —    | 5.º  | —    | 28.º | 26.º | 50.º | —    |
|         | Tour de Francia | —    | —    | —    | —    | 70.º | Ab.  | 6.º  | 10.º | 7.º  | 11.º | 17.º | 26.º | 28.º | Ab.  | 20.º | 24.º | —    | —    |
|         | Vuelta a España | —    | —    | —    | —    | 3.º  | 28.º | 52.º | —    | —    | —    | —    | 30.º | —    | —    | —    | —    | 79.º | —    |

### Vueltas menores
| Carrera | Carrera                | 2007 | 2008 | 2009 | 2010 | 2011 | 2012 | 2013 | 2014 | 2015 | 2016 | 2017 | 2018 | 2019 | 2020 | 2021 | 2022 | 2023 | 2024 | 2025 |
| ------- | ---------------------- | ---- | ---- | ---- | ---- | ---- | ---- | ---- | ---- | ---- | ---- | ---- | ---- | ---- | ---- | ---- | ---- | ---- | ---- | ---- |
|         | Tour Down Under        | —    | —    | —    | —    | —    | —    | —    | —    | —    | —    | —    | —    | —    | —    | X    | X    | —    | —    | 13.º |
|         | París-Niza             | —    | —    | —    | —    | 9.º  | Ab.  | —    | —    | —    | —    | —    | 30.º | —    | —    | —    | 18.º | —    | —    | —    |
|         | Tirreno-Adriático      | —    | —    | —    | —    | —    | —    | 21.º | 22.º | 2.º  | 9.º  | 9.º  | —    | —    | —    | —    | —    | —    | —    | —    |
|         | Volta a Cataluña       | —    | —    | —    | —    | 9.º  | —    | —    | —    | —    | —    | Ab.  | —    | —    | X    | —    | —    | —    | 75.º | —    |
|         | Vuelta al País Vasco   | —    | —    | Ab.  | 98.º | —    | 3.º  | —    | 28.º | Ab.  | 18.º | —    | 7.º  | 21.º | X    | Ab.  | —    | 43.º | 27.º | Ab.  |
|         | Tour de Romandía       | —    | Ab.  | —    | 39.º | —    | 33.º | —    | —    | —    | 9.º  | —    | —    | —    | X    | —    | —    | —    | —    |      |
|         | Critérium del Dauphiné | —    | —    | —    | —    | —    | —    | —    | —    | 60.º | Ab.  | —    | —    | —    | —    | —    | —    | —    | —    |      |
|         | Vuelta a Suiza         | —    | —    | —    | 29.º | 5.º  | 33.º | 2.º  | 3.º  | —    | —    | —    | 12.º | —    | X    | —    | —    | —    | Ab.  |      |
|         | Tour de Polonia        | —    | Ab.  | —    | 3.º  | —    | —    | —    | —    | —    | —    | —    | —    | —    | —    | —    | —    | —    | —    |      |
|         | BinckBank Tour         | —    | —    | —    | —    | —    | —    | —    | Ab.  | —    | —    | —    | —    | —    | —    | —    | X    | —    | —    |      |

### Clásicas, Campeonatos y JJ. OO.
| Carrera                 | Carrera                 | 2007 | 2008 | 2009          | 2010          | 2011          | 2012 | 2013          | 2014          | 2015          | 2016 | 2017          | 2018          | 2019          | 2020          | 2021 | 2022 | 2023 | 2024 | 2025 |
| ----------------------- | ----------------------- | ---- | ---- | ------------- | ------------- | ------------- | ---- | ------------- | ------------- | ------------- | ---- | ------------- | ------------- | ------------- | ------------- | ---- | ---- | ---- | ---- | ---- |
| Omloop Het Nieuwsblad   | Omloop Het Nieuwsblad   | —    | —    | —             | —             | —             | —    | —             | —             | —             | —    | —             | —             | —             | —             | —    | —    | 73.º | —    | —    |
| Kuurne-Bruselas-Kuurne  | Kuurne-Bruselas-Kuurne  | —    | —    | —             | —             | —             | —    | —             | —             | —             | —    | —             | —             | —             | —             | —    | —    | 90.º | —    | —    |
| Strade Bianche          | Strade Bianche          | —    | —    | —             | —             | —             | —    | —             | —             | —             | —    | —             | —             | 76.º          | —             | 18.º | —    | —    | —    | 35.º |
|                         | Milán-San Remo          | —    | —    | —             | —             | —             | —    | —             | 37.º          | —             | —    | —             | —             | —             | —             | —    | —    | —    | —    |      |
| Flecha Brabanzona       | Flecha Brabanzona       | —    | —    | —             | Ab.           | —             | —    | —             | —             | —             | —    | —             | —             | —             | —             | —    | —    | —    | —    |      |
| Amstel Gold Race        | Amstel Gold Race        | —    | —    | —             | —             | —             | 10.º | 10.º          | 7.º           | 55.º          | 14.º | —             | 35.º          | 12.º          | X             | 64.º | —    | 29.º | 7.º  |      |
| Flecha Valona           | Flecha Valona           | —    | Ab.  | —             | 69.º          | 53.º          | 7.º  | 9.º           | 4.º           | 19.º          | —    | —             | 6.º           | 6.º           | —             | 11.º | 21.º | 62.º | Ab.  |      |
|                         | Lieja-Bastoña-Lieja     | —    | —    | —             | —             | 47.º          | 6.º  | 77.º          | 15.º          | 35.º          | 9.º  | —             | 25.º          | —             | —             | 8.º  | 29.º | 29.º | 13.º |      |
| Clásica San Sebastián   | Clásica San Sebastián   | —    | Ab.  | —             | —             | —             | 5.º  | 9.º           | 2.º           | 6.º           | 1.º  | 3.º           | 2.º           | 5.º           | X             | 10.º | 4.º  | 50.º | —    |      |
| Bretagne Classic        | Bretagne Classic        | —    | 76.º | —             | —             | —             | —    | —             | —             | —             | —    | 57.º          | —             | —             | —             | —    | —    | —    | 61.º |      |
| Gran Premio de Quebec   | Gran Premio de Quebec   | X    | X    | X             | —             | —             | —    | —             | 10.º          | 6.º           | 8.º  | 36.º          | —             | 14.º          | X             | X    | —    | —    | 6.º  |      |
| Gran Premio de Montreal | Gran Premio de Montreal | X    | X    | X             | —             | —             | —    | —             | 10.º          | 17.º          | 24.º | 5.º           | —             | 10.º          | X             | X    | —    | —    | 18.º |      |
|                         | Giro de Lombardía       | —    | Ab.  | 68.º          | 12.º          | Ab.           | 7.º  | —             | 89.º          | 75.º          | 19.º | 19.º          | 64.º          | 1.º           | 4.º           | 20.º | 7.º  | 43.º | 12.º |      |
| JJ. OO. (Ruta)          | JJ. OO. (Ruta)          | ND   | —    | No se disputó | No se disputó | No se disputó | —    | No se disputó | No se disputó | No se disputó | 17.º | No se disputó | No se disputó | No se disputó | No se disputó | 4.º  | ND   | ND   | —    |      |
| Mundial en Ruta         | Mundial en Ruta         | —    | —    | —             | —             | 62.º          | 48.º | 11.º          | 18.º          | 69.º          | —    | 34.º          | 12.º          | Ab.           | —             | 29.º | 25.º | ―    | 12.º |      |
| Mundial CRI             | Mundial CRI             | —    | —    | —             | —             | —             | —    | —             | —             | —             | —    | —             | —             | —             | —             | —    | 25.º | —    | —    |      |
| Europeo en Ruta         | Europeo en Ruta         | X    | X    | X             | X             | X             | X    | X             | X             | X             | —    | —             | —             | —             | —             | 17.º | —    | Ab.  | —    |      |
| Países Bajos en Ruta    | Países Bajos en Ruta    | —    | Ab.  | —             | 20.º          | 5.º           | Ab.  | Ab.           | —             | —             | —    | —             | —             | —             | —             | —    | Ab.  | —    | 15.º |      |
| Países Bajos CRI        | Países Bajos CRI        | —    | —    | —             | —             | —             | —    | —             | —             | —             | —    | —             | —             | —             | —             | —    | 1.º  | 5.º  | 8.º  |      |

—: no participa

Ab.: abandona

## Equipos
- Team Löwik Meubelen (2006)
- Rabobank Continental (2007)
- Rabobank/Blanco/Belkin (2008-2014)
  - Rabobank Cycling Team (2008-2012)
  - Blanco Pro Cycling (2013)[15]
  - Belkin-Pro Cycling Team (2013-2014)
- Trek Factory Racing (2015-)
  - Trek Factory Racing (2015)
  - Trek-Segafredo (2016-2023)[15]
  - Lidl-Trek (2023-)